# Strijkkwartet nr. 4 (Bridge)
Frank Bridge voltooide zijn Strijkkwartet nr. 4 in 1937. Het droeg het werk op aan zijn sponsor Elizabeth Sprague Coolidge. Die kon dan het werk laten horen op haar eigen festival (Berkshire Festival of Chamber Music) te Pittsfield (Massachusetts) op 23 september 1938. De stijl van dit strijkkwartet is deels modern door het gebruik van chromatische dissonantie, deel klassiek door de indeling. De sonatevorm, een menuet en een rondo komen voorbij. Het was een van de laatste composities die Bridge voltooide. Er volgden er nog drie.
Het strijkkwartet zag maar nauwelijks het levenslicht. Bridge werd in 1936 getroffen door een hartinfarct en kon zijn gedachten maar moeilijk bij het componeren houden. Hij verklaarde dat hij als hij een stuk op papier had gezet, hij soms de volgende dag besloot om het weg te gooien en opnieuw te beginnen (juli 1936). In juli 1937 zag het er een stuk beter uit; het eerste deel was bijna af en hij begon aan de (toen nog geplande) andere drie delen. De componist voelde zich herstellend en kon in september 1938 (voor de laatste maal) oversteken naar de Verenigde Staten om de première mee te maken. Helaas voor hem was het op de dag zelf slecht weer, zodat maar weinig bezoekers en bijna geen recensenten aanwezig. Zelf zag hij de toekomst in, want hij hoopte dat zijn Strijkkwartet nr. 5 een betere ontvangst zou krijgen (Strijkkwartet nr. 5 zou er niet komen) en wat vaker gespeeld werd. Na de eerste uitvoering van nr. 4 op 23 september 1938 volgden er trouwens nog drie in de maanden daarna.
Delen:
1. Allegro energico – largamente
2. Quasi minuetto
3. Adagio ma non troppo – Allegro con brio.

## Discografie
- Uitgave Naxos: Maggini Quartet opname 2003
- Uitgave Meridian : Bridge Quartet opname 1996
- Uitgave Hyperion: Goldner String Quartet
- Uitgave Lyrita : Allegri Quartet
- Uitgave Sheffield Lab: Ciompi Quartet